# Rosen-korset
Rosen-korset (finska: Ruusu-Risti) är en finsk teosofisk orden med huvudtempel i Helsingfors som grundades 1920 av Pekka Ervast. 
Organisationen hade 2005 omkring 1 000 medlemmar och utgör en gren av den teosofiska rörelsen, som är utbredd över hela världen. Medlemmarna omfattar den av alla teosofiska sällskap erkända principen om alla människors broderskap, anser sanningen vara förmer än all tro och söker den gudsvisdom som är förborgad i alla religioner. Reinkarnation och karma (lagen om orsak och verkan) är sålunda centrala punkter i organisationens livsåskådning. Verksamheten har ett starkt inslag av västerländsk kristen mystik, kombinerat med intresse för Kalevalamytologin. Sällskapet utger sedan 1921 tidskriften Ruusu-Risti (sex nummer/år), ursprungligen grundad av Ervast 1905. Organisationen publicerar genom eget litteratursällskap teosofisk litteratur och har tempel även i Jyväskylä och Siilinjärvi.